# Karl Ferdinand Friese
Karl Ferdinand Friese (* 23. Juli 1770 auf dem Gut Kanten bei Elbing; † 5. Januar 1837 in Berlin) war ein preußischer Staatssekretär und Präsident der Preußischen Hauptbank.

## Leben
Karl Ferdinand Friese wurde als Sohn von Jacob Friese, Amtsrat und Generalpächter des königlichen Domänenamtes Riesenburg, auf dem Gut der Eltern seiner Mutter geboren; das Gut seines Vaters lag bei Riesenburg.
Er wurde, gemeinsam mit seinem jüngeren Bruder, durch Hauslehrer unterrichtet und kam im Alter von 16 Jahren 1786 auf die Juristenfakultät der Universität Königsberg. Weil es dort nur einen Professor, Dr. Georg Friederich Holtzhauer, gab, wechselte Karl Ferdinand Friese zur Universität Frankfurt (Oder) um sein Jurastudium dort fortzusetzen. Auf Empfehlung seines Lehrers Ludwig Gottfried Madihn wechselte er am 9. Mai 1788 zur Universität Halle und beendete dort, unter Anleitung von Professor Ernst Christian Westphal, 1790 sein Jurastudium und wurde im 13. November 1790 Auskultator bei dem späteren Oberlandesgericht in Marienwerder eingestellt. Am 10. August 1793 wechselte er zum Landesjustizkollegium als Justizkommissar und Notar. Am 11. September 1793 wurde er zum Assistenzrat der Justizdeputation der Kriegs- und Domänenkammer in Marienwerder ernannt. Aufgrund eines am 23. Januar 1793 geschlossenen Teilungsvertrages mit Russland erwarb Preußen Danzig, Thorn und Südpreußen mit rund 1,1 Millionen Einwohnern. Ein weiter Teilungsvertrag vom 3. Januar 1795 zwischen Russland, Österreich und Preußen führte dazu, dass Preußen Masowien, Warschau und Neuostpreußen zugesprochen bekam. Damit vergrößerte sich Preußen um ein Drittel, während die Bevölkerungszahl von 5,4 auf 8,7 Millionen Untertanen wuchs. Diese Erwerbungen führten dazu, dass die Justizpolizei und Finanzverwaltung neu geschaffen wurden und mit dem Personal der alten Provinzen besetzt wurden, wodurch aber viele Stellen vakant wurden.
Im Alter von 26 Jahren wurde er, nachdem er das Rigorosum in Berlin absolviert hatte, 1796 zum Kriegs- und Domänenrat ernannt sowie zum zweiten Justitiar bei der westpreußischen Kammer in Marienwerder; nach der Pensionierung von Carl Achatius Wilhelm Moldenhauer (1730–1799) wurde er im März 1798 zum ersten Justitiar befördert. Im Mai 1800 bildete er gemeinsam mit dem Kriegs- und Domänenrat Ernst Ludwig Wloemer (1773–1831) sowie dem Landrat Ludwig von Schleinitz die Kommission zur Beförderung der Gemeinheitsaufhebungen in Westpreußen. Am 26. September 1805 wurde er vortragender Rat im altpreußischen Departement des Generaldirektoriums unter Präsident Hans Jakob von Auerswald, mit dem Charakter Geheimer Kriegs- und Domänenrat; gleichzeitig war er der Justitiar in diesem Departement
Nach dem Frieden von Tilsit vom 9. Juli 1807 reduzierte sich sowohl die Landfläche als auch die der Untertanen um die Hälfte, dies hatte zur Folge, dass unter anderem die Polizei- und Finanzgesetzgebung neu aufgestellt werden musste. Der Staatsminister Freiherr Karl Wilhelm von Schrötter berief Karl Ferdinand Friese unter seine unmittelbare Leitung nach Berlin und übertrug ihm Aufgaben im preußischen Departement des Generaldirektoriums; am 26. September 1805 wurde Karl Ferdinand Friese zum Geheimen Kriegs- und Domänenrat befördert. Als Freiherr von Schrötter im Spätherbst 1806 Berlin verließ, erhielt Karl Ferdinand Friese den Befehl, diesen nach Preußen zu begleiten. Ende 1808 wurde die Gesetzgebung, die den Haushalt der Städte und die Zusammenarbeit zwischen den obersten Verwaltungsbehörden regelt, neu gestaltet. Karl Ferdinand Friese hatte hieran einen maßgeblichen Anteil, besonders die Städteordnung vom 19. November 1808 sowie die Instruktion für die Oberpräsidenten vom 23. November 1808, die Verordnung wegen veränderter Einrichtung der Provinzialpolizei und der Finanzbehörden vom 26. November 1808 und der Geschäftsordnung vom 26. November 1808. In der Folge dieser Gesetze wurden drei Ministerien (Ministerium des Innern, Ministerium der Justiz und Ministerium der Finanzen) errichtet. Innenminister wurde Graf Friedrich Ferdinand Alexander zu Dohna-Schlobitten. Das Innenministerium erhielt vier Abteilungen: Polizei, Gewerbe, Unterricht und Gesetzgebung. Die erste Abteilung leitete der Minister persönlich und in dieser wurde Karl Ferdinand Friese am 6. Dezember 1808 als Erster Vortragender Rat mit dem Charakter Staatsrat angestellt. Im Dezember 1809 wurde der Sitz der Regierung wieder nach Berlin verlegt und er kehrte nun dorthin zurück. Eine weitere Gesetzgebung betraf die Verfassung der ländlichen Gemeinden und eine allgemeine Verpflichtung zum Militärdienst. Karl Ferdinand Friese entwarf im Auftrag des Innenministers eine ländliche Kommunalordnung und einen Entwurf zur allgemeinen Verpflichtung zum Militärdienst. Die Gesetzgebung zur Einführung der allgemeinen Militärpflicht trat am 3. September 1814 ein.
Am 6. Juni 1810 wurde Fürst Karl August von Hardenberg als Staatskanzler an die Spitze der Verwaltung gestellt. Karl Ferdinand Friese verblieb in seiner Stellung bei der Abteilung für die Polizei. Am 22. Oktober 1813 erhielt er vom Staatskanzler den Auftrag, einer Behörde als Mitglied beizutreten, die nach dem Sieg bei Leipzig zur gemeinsamen Verwaltung der von den Verbündeten eroberten Länder unter der Leitung des Staatsministers Freiherr Heinrich Friedrich Karl vom und zum Stein bestellt wurde. Diese Behörde begleitete auch das vorrückende Militär bis nach Paris. Nach dem Abschluss des Friedens vom 30. Mai 1814 erhielt Preußen die Verwaltung der Gebiete zwischen Maas und Mosel bis auf dem Kongress in Wien weiter entschieden würde.
Karl Ferdinand Friese begleitete Staatsminister von Stein nach Wien; dort überließ Russland die Verwaltung von Sachsen den Preußen. Er erhielt am 28. Oktober 1814, nachdem er Direktor im Ministerium des Innern wurde, den Auftrag, von Wien nach Dresden zu reisen und bei der preußischen Verwaltung unter Gouverneur Generalleutnant Friedrich Wilhelm Leopold von Gaudi die Leitung der Finanzgeschäfte zu übernehmen, so wurde Karl Ferdinand Friese Leiter der Finanzen beim Generalgouvernement Sachsen.
Am 18. Mai 1815 wurde ein Vertrag zwischen Preußen und Sachsen abgeschlossen, der die königlich-sächsische Regierung im Juni 1815 wieder in den Besitz des ihr verbliebenen Gebietes setzte. Daraufhin trat eine Friedensvollziehungskommission in Dresden zusammen, um auszuhandeln, welche Rechte und Pflichten, Vermögen und Schulden zwischen den Staaten bestehen. Karl Ferdinand Friese nahm im Auftrag des Fürsten von Hardenberg an den Verhandlungen teil und verließ Dresden erst 1817.
Durch den am 30. Mai 1814 (Erster Pariser Frieden) abgeschlossenen Friedensvertrag war die Wiederherstellung des preußischen Staates in den Zustand des Jahres 1806 zurückgesetzt worden. Der König erließ daher Anordnungen am 3. Juni 1814 und ernannte Friedrich von Schuckmann zum Minister des Innern. Unter dessen Leitung, nach einer weiteren Bestimmung vom 14. Oktober 1814, wurde Karl Ferdinand Friese die Leitung der ersten und dritten Abteilung dieses Ministeriums als Direktor übertragen; allerdings übte er diese Tätigkeit niemals aus, weil er bei der Rückkehr aus Dresden unmittelbar dem Staatskanzler von Hardenberg untergeordnet wurde.
Durch die Verordnung vom 4. Dezember 1817 wurden die Aufsicht über den Handel, die Fabriken und das Bauwesens vom Finanzministerium getrennt und als ein selbständiges Ministerium dem Grafen Hans von Bülow, bisher Finanzminister, übertragen. Der Staatsminister Wilhelm Anton von Klewiz erhielt die Leitung der Finanzangelegenheiten. Die von diesem bisher verwalteten Geschäfte, das Staatssekretariat mit dem Vorsitz bei der Oberexaminationskommission für die Finanz- und Polizeiverwaltung und das Präsidium bei der Königlichen Hauptbank und im Schatzministerium gingen an Karl Ferdinand Friese über.
1819 musste das Schatzministerium die Mittel zur Bestreitung der Staatsausgaben herbei schaffen und gleichzeitig die Rückstände tilgen, während die laufenden Einnahmen nicht einmal den laufenden Bedarf deckten. Karl Ferdinand Friese bat in dieser Situation am 11. Januar 1819 um die Entbindung aus dem Präsidium im Schatzministerium. Ihm wurde die Leitung der königlichen Hauptbank in Berlin und ihrer Nebenbanken in den Provinzen übertragen, so dass er sich nun um die Verbesserung der preußischen Finanzen ohne weitere Nebenaufgaben kümmern konnte.
Obwohl er nicht, wie sein Vorgänger im Staatssekretariat, zum Staatsminister erklärt worden war, hatte er dennoch Sitz und Stimme im Staatsministerium und schied erst aus, als er von dem Präsidium des Schatzministeriums entbunden wurde. Seitdem beschränkten sich seine Geschäfte als Staatssekretär auf den Staatsrat und die Oberexaminationskommission.
Im Dezember 1836 bat er aus gesundheitlichen Gründen um die Entlassung als Staatssekretär und Vorsitzender bei der Oberexaminationskommission, die der König am 18. und 24. Dezember 1836 bewilligte. Sein Amt als Präsident der Königlichen Hauptbank ging nach seinem Tod 1837 an Christian von Rother.
Er heiratete am 2. Februar 1796 Juliane Dorothee Friese, geb. Günther. Als er starb hinterließ er eine Witwe sowie drei im Staatsdienst angestellte Söhne und zwei Töchter. Namentlich sind von seinen Kindern bekannt:
- Carl Gottfried Hermann Friese (* 17. August 1803 in Marienwerder; † 6. Juli 1868), königlich preußischer Regierungsrat.

## Ehrungen
- Karl Ferdinand Friese erhielt am 30. Mai 1814 das Eiserne Kreuz am weißen Bande.
- Am 17. Januar 1816, nach dem Abschluss des zweiten Pariser Friedens, erhielt er den Roten Adlerorden dritter Klasse.
- Nach Beendigung seiner Teilnahme an der Auseinandersetzungskommission in Dresden erhielt er am 17. Januar 1818 die zweite Klasse des Roten Adlerordens, am 18. Januar 1831 wurde ihm der Stern hierzu verliehen.
- In der Folge seiner Teilnahme an den Verhandlungen mit Russland und Polen erhielt er 1819 den kaiserlich-russischen St. Annenorden zweiter Klasse.
- 1830 bekam er den königlich-polnischen St. Stanislausorden erster Klasse.

## Freimaurer
Karl Ferdinand Friese gehörte den Freimaurern an: 1806 war er Zeremonienmeister der Berliner Loge Urania zur Unsterblichkeit und von 1812 bis 1815 Repräsentant der Urania bei der Großen Loge Royal York zur Freundschaft.